# شیم سانگ مین
شیم سانگ مین (کره‌ای: 심상민؛ زادهٔ ۲۱ مهٔ ۱۹۹۳) بازیکن فوتبال اهل کره جنوبی است.
از باشگاه‌هایی که در آن بازی کرده است می‌توان به باشگاه فوتبال سئول اشاره کرد.
وی همچنین در تیم‌های ملی فوتبال زیر ۲۰ سال کره جنوبی، زیر ۲۳ سال کره جنوبی، و کره جنوبی بازی کرده است.